# Suhopolje
Suhopolje (Hongaars: Szentendre) is een gemeente in de Kroatische provincie Virovitica-Podravina.
Suhopolje telt 7524 inwoners. De oppervlakte bedraagt 166,7 km², de bevolkingsdichtheid is 45,1 inwoners per km².
Steden (gradovi): Virovitica · Orahovica · Slatina

Gemeenten (općine): Crnac · Čačinci · Čađavica · Gradina · Lukač · Mikleuš · Nova Bukovica · Pitomača · Sopje · Suhopolje · Špišić Bukovica · Voćin · Zdenci